# Centrum Młodzieży im. dr. Henryka Jordana w Krakowie
Centrum Młodzieży im. dr. Henryka Jordana w Krakowie – placówka wychowania pozaszkolnego mieszcząca się przy ul. Krupniczej 38 w Krakowie.

## Historia
Centrum Młodzieży im. dr. Henryka Jordana w Krakowie jako placówka wychowania pozaszkolnego rozpoczął działalność w 1952 roku pod nazwą Młodzieżowy Dom Kultury w oparciu o uchwałę Rady Ministrów z 1951. W 1957 placówka otrzymuje imię dr. Henryka Jordana. W 1972 ze względu na wielokierunkową działalność, doświadczenie kadry pedagogicznej, szeroki zakres terytorialny rekrutacji i pełnienie roli szkoleniowej wobec innych placówek Młodzieżowy Dom Kultury otrzymuje status pałacu młodzieży. W 1975 w pałacu powstaje Zespół Pieśni i Tańca Małe Słowianki. W 1991 zmieniono nazwę placówki na Centrum Młodzieży im. dr. Henryka Jordana – na podstawie decyzji Kuratorium Oświaty i Wychowania w Krakowie. W 1994 Gmina Kraków przejęła Centrum Młodzieży im. dra. Henryka Jordana i odtąd placówka podlega organizacyjnie władzom samorządowym, a merytorycznie Kuratorium Oświaty, zachowując status pałacu młodzieży. Od 1978 w strukturze Centrum Młodzieży działa Krakowskie Młodzieżowe Towarzystwo Przyjaciół Nauk i Sztuk pod patronatem Uniwersytetu Jagiellońskiego w Krakowie.
Dyrektorem Centrum Młodzieży im. dr. Henryka Jordana w latach 1982–2010 był Antoni Weyssenhoff.

## Kierownictwo
- Dyrektor Centrum Młodzieży: Bartłomiej Kocurek
- Zastępca Dyrektora: Alicja Nowak- Müller
- Zastępca Dyrektora: Monika Godek

## Obecnie działające sekcje
- Zajęcia popularnonaukowe
  - Kultura ludowa
  - Archeologia
  - Astronomia
  - Biologia
  - Chemia
  - Edukacja Regionalna
  - Filozofia
  - Fizyka
  - Geografia
  - Historia
  - Historia i sztuka Krakowa
  - Historia sztuki (w ramach Krakowskiego Młodzieżowego Towarzystwa Przyjaciół Nauk i Sztuk)
  - Historia sztuki
  - Kalejdoskop kultur
  - Matematyka dla gimnazjalistów
  - Matematyka dla licealistów
  - Politologia i stosunki międzynarodowe
  - Prawo
  - Psychologia
  - Warsztaty z wiedzy o społeczeństwie
- Zajęcia filmowe
  - Historia kina powszechnego
  - Kino i DKF "Paradox"
  - Edukacja filmowa najmłodszych
- Zajęcia sportowe
  - Fitness
  - Brydż sportowy
  - Gry zespołowe
  - Judo
  - Judo i rekreacja
  - Klub narciarski "Slalom"
  - Pływanie
- Fotografia
  - Fotografia cyfrowa i tradycyjna
  - Klub fotograficzny "Foto-Pasja"
- Plastyka, rękodzieło
  - Ceramika
  - Film animowany
  - Malarstwo, rzeźba i grafika
  - Rękodzieło
  - Studio "Igiełka"
  - Studio "Mama i ja"
  - Studio sztuk plastycznych
- Muzyka, śpiew, taniec
  - Gitara basowa
  - Gitara klasyczna
  - Keyboard
  - Sekcja wokalno-instrumentalna
  - Studio piosenki "Voce"
  - Grupa tańca współczesnego AGITATUS
  - Studio Ruchu i Piosenki "Nutki”
  - Zespół Małe Słowianki
  - Tanecznik – nauka tańca dla dzieci
  - Balet dla maluchów
  - Dziecięcy zespół taneczny "Rytm"
  - Szkółka tańca "Hop siup"
- Teatr
  - Teatr i reżyseria
  - Zespół teatralny "Studio T"
  - Zespół teatralny "Świat to my"
- Literatura i dziennikarstwo
  - Analiza i interpretacja utworów literackich
  - Dziennikarstwo